# Glochidion kerangae
Glochidion kerangae är en emblikaväxtart som beskrevs av Airy Shaw. Glochidion kerangae ingår i släktet Glochidion och familjen emblikaväxter. Inga underarter finns listade i Catalogue of Life.